# Luke Mockridge

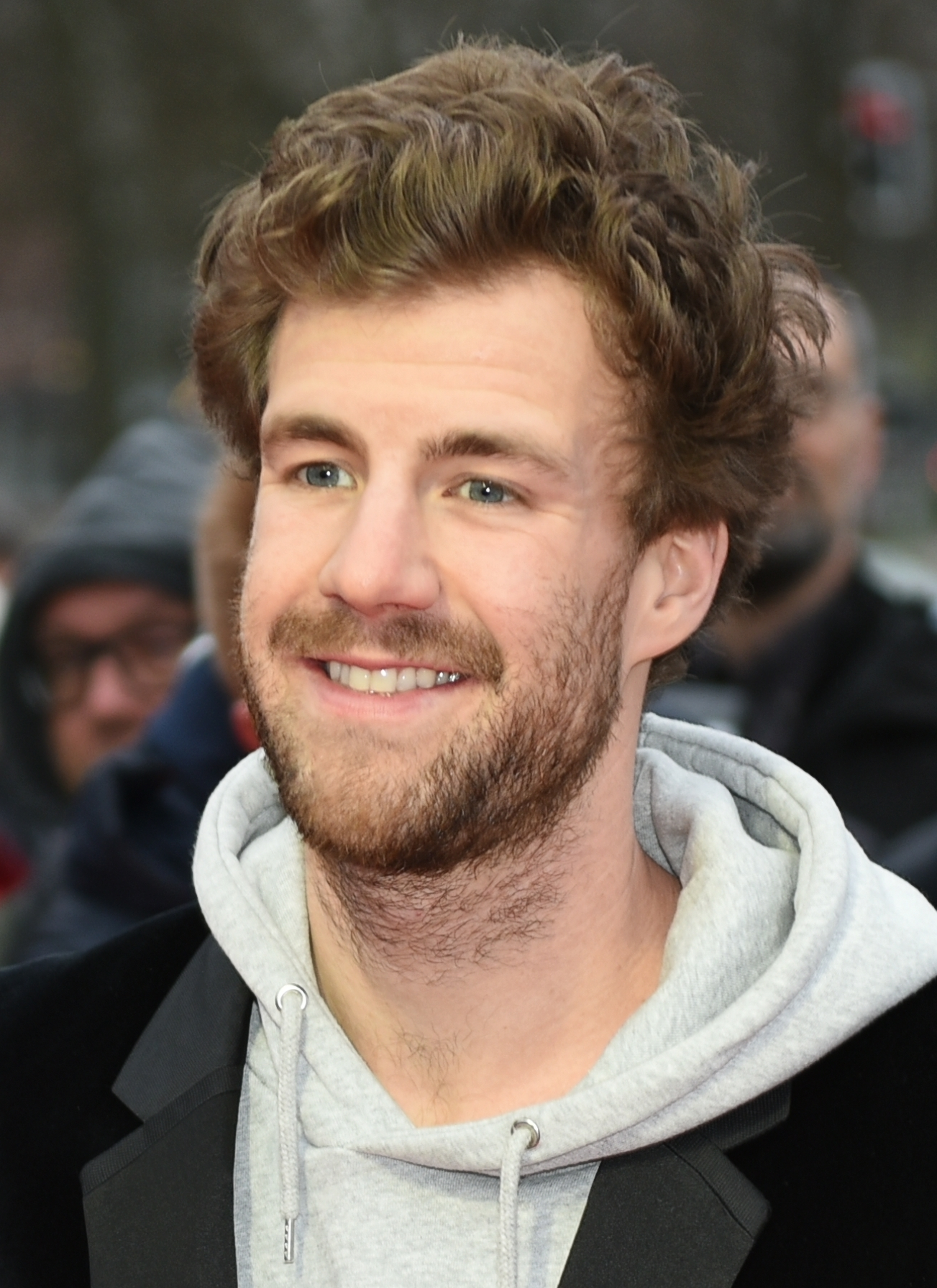
Luke Mockridge (2019)

Lucas Edward Britton „Luke“ Mockridge (* 21. März 1989 in Bonn) ist ein deutschsprachiger italienisch-kanadischer Komiker, Moderator, Schauspieler und Podcaster.

## Leben

### Familie und Ausbildung
Luke Mockridge wurde 1989 in Bonn als Sohn des kanadischen Schauspielers und Kabarettisten Bill Mockridge, der 1982 das Improvisationstheater Springmaus ins Leben rief, und der italienischen Schauspielerin und Kabarettistin Margie Kinsky geboren. Er hat die italienische und die kanadische Staatsangehörigkeit und ist das Patenkind von Dirk Bach und Hella von Sinnen. Mockridge wuchs in Bonn-Endenich auf und hat zwei ältere und drei jüngere Brüder. Dies sind unter anderem:
- Nicholas „Nick“ (* 1984): Film- und Fernsehregisseur
- Matthew „Matt“ (* 1986): Unternehmer und Coach, ehemals bei der Boygroup Part Six
- Jeremy (* 1993): Schauspieler

Mit 16 Jahren wurde Luke Mockridge vom Fußballverein Bayer 04 Leverkusen zum Profi-Training eingeladen. Er spielt Gitarre und Klavier. Beides brachte er sich als Autodidakt bei.
Mockridge war in der Unterstufe auf dem Collegium Josephinum Bonn. Später erwarb er das International Baccalaureate in Bonn. Anschließend studierte er Medien- und Kommunikationswissenschaft in Kanada, England und Deutschland und schloss 2012 mit dem Bachelor in Köln ab.

### Werdegang

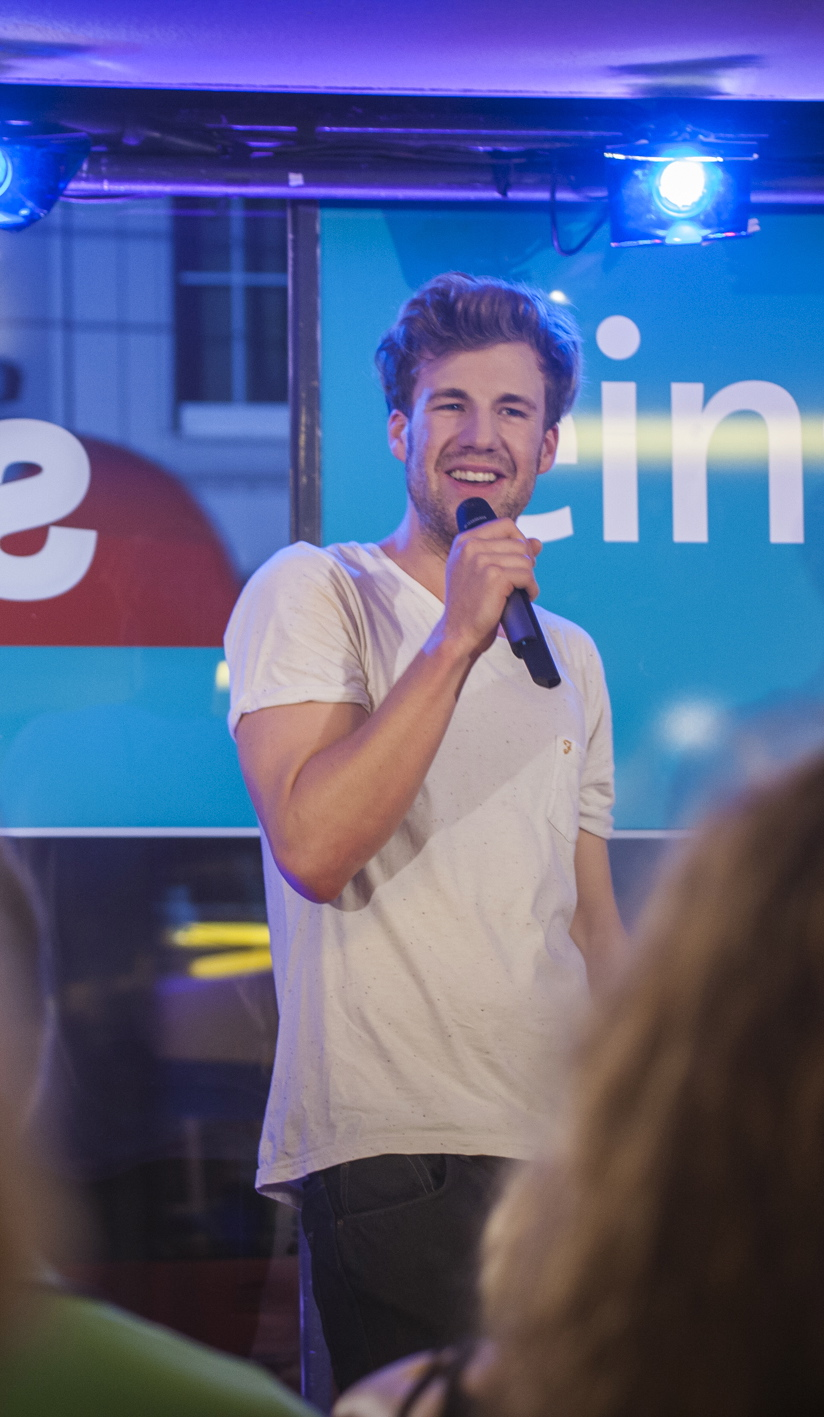
Luke Mockridge bei NightWash in Köln (2013)

Bereits während seines Studiums in Kanada trat er im Bühnenprogramm des High School Musicals in der Rolle des Chad auf. Mit seinem Soloprogramm I’m Lucky, I’m Luke! tourte er zwischen 2012 und 2016 durch Deutschland. Im Fernsehen war er regelmäßig als Gast im Quatsch Comedy Club, bei NightWash, TV total, RTL Comedy Grand Prix und Fun(k)haus zu sehen. Außerdem war er Moderator der 1LIVE Hörsaal-Comedy und arbeitete als Autor für Switch reloaded. Im September 2013 erschien im KiKA und im ZDF seine eigene Comedy-Show Occupy School. Von September 2013 bis Mitte 2016 moderierte er die Sendung NightWash. Zuvor war er dort als Praktikant und Autor tätig.
2013 trat er beim YouTube-Kanal Ponk auf. Im selben Jahr kürte ihn die Zeitschrift Emma wegen Lästereien über seine Ex-Freundin und Witze über K.-o.-Tropfen zum „Pascha des Monats“. Nach Mockridges Darstellung sind die entsprechenden Passagen von Emma aus dem Kontext gerissen worden. Im Oktober 2013 nahm er an der 1LIVE Comedynacht XXL in der Lanxess Arena in Köln teil.
2014 eröffnete Mockridge zusammen mit Julian „Julez“ Weißbach und Joyce Ilg den YouTube-Kanal Snoozzze. Im Januar 2014 reiste er mit Stefan Raab und dessen Sendung TV total nach New York City und sendete sechs Tage lang live im Rahmen des Super Bowl XLVIII. Darüber hinaus war er einige Male als Comedian für TV total unterwegs und präsentiert Einspielfilme und Stand-up-Beiträge. Im März 2014 veröffentlichte er das Buch Mathe ist ein Arschloch: Wie (m)ich die Schule fertigmachte. Durch sein Mitwirken bei NightWash ist er in Folge 65 Der Standup der Serie Pastewka zu sehen. Im Oktober 2014 moderierte er die 1LIVE Köln Comedy-Nacht XXL. Von 2014 bis 2016 trat er unregelmäßig in der Sat.1-Sendung Jetzt wird’s schräg auf.
Im März 2015 ging bei Sat.1 seine eigene Sendung mit dem Titel Luke! Die Woche und ich auf Sendung. Ende 2016 moderierte er erstmals einen Jahresrückblick mit dem Titel Luke! Das Jahr und ich. 2017 sprach er in der deutschen Fassung des Animationsfilms The LEGO Batman Movie den Robin. Ebenfalls war er 2017 zusammen mit Hans Sarpei Kommentator der deutschen Ausgabe der Netflix-Gameshow Ultimate Beastmaster. Von April 2017 bis September 2018 tourte Mockridge mit seinem zweiten Programm Lucky Man durch Deutschland. Seit Mai 2017 moderiert er bei Sat.1 die Quiz-Show Luke! Die Schule und ich. Es wurde auch am Carl-von-Ossietzky-Gymnasium in Bonn gedreht, das Mockridge bis 2007 als Schüler besucht hatte. Ebenfalls 2017 war er wiederholt in der Improvisationscomedy-Sendung Genial daneben zu Gast.
Außerdem nahm er wie 2015 und 2017 an der TV-Show Schlag den Star teil. Bei seiner ersten Teilnahme gelang es ihm, seinen Gegner Ross Antony zu schlagen; in der zweiten verlor er knapp gegen den Kochbuchautor Attila Hildmann. Zudem gehörte er im März 2018 zur Hauptbesetzung der Improvisations-Comedyshow Mord mit Ansage, die von seinem Vater moderiert wurde. 2018 und 2019 moderierte Mockridge den Musikpreis 1 Live Krone.
Im August 2019 hatte er einen Auftritt im ZDF-Fernsehgarten, der von der Moderatorin Andrea Kiewel abgebrochen wurde. Angesprochen auf seinen umstrittenen Auftritt in der ZDF-Sendung sagte Mockridge in einem Interview mit Quotenmeter.de im April 2020, dass er „die Auflösung komplett überschätzt“ habe. „Naiverweise dachte ich, die Presse würde meiner Dramaturgie folgen. Sehr naiv.“ Rückblickend sei er froh, dass es eine „selbstgemachte Delle“ war.
Im Januar 2019 startete sein drittes Soloprogramm Welcome to Luckyland, im September Luke! Die Greatnightshow. Im März 2020 präsentierte er bei Sat.1 im Zuge der COVID-19-Pandemie wochentags die Live-Show Luke, allein zuhaus. Im selben Jahr war er Teil der Jury von FameMaker bei ProSieben. Zu dieser Zeit wurde er zu den prägenden Gesichtern des Fernsehsenders Sat.1 gezählt. Im August 2021 kündigte er eine Auszeit an und trat seither im Fernsehen kaum noch in Erscheinung.
Von März bis August 2022 war er mit seinem Programm A Way Back to Luckyland auf Tournee. Ende Oktober 2022 kündigte Mockridge auf der Social-Media-Plattform Instagram sein neues Tourprogramm Trippy für 2023 an, mit welchem er bis 2024 durch Deutschland tourte. Seit Oktober 2023 veröffentlicht er in Zusammenarbeit mit Stand-up-Comedian Ingmar Stadelmann einen wöchentlichen Podcast namens 2Life. Der Podcast wurde in Anlehnung an 2 Live in 1 Live, ein früheres Format der beiden Comedians, welches im Dezember 2018 eingestellt wurde, ins Leben gerufen.
Im Mai 2024 wurde sein fünftes Bühnenprogramm Funny Times für dasselbe Jahr angekündigt. Im Sommer 2024 wurde bekanntgegeben, dass er wieder im Fernsehen auftreten und ab Mitte September Moderator der Comedy-Rätsel-Show Was ist in der Box? werden sollte, die er konzeptionell selbst mitentwickelt hatte. Kurz vor dem geplanten Sendestart erntete er wegen behindertenfeindlicher Witze im Podcast Die Deutschen von Nizar Akremi und Shayan Garcia während der Sommer-Paralympics 2024 Kritik, daraufhin setzte Sat.1 die Ausstrahlung der Show vorerst aus. Auch ein Großteil seiner Termine der für September 2024 geplanten Tour Funny Times wurden aufgrund der Kontroverse abgesagt.

## Kontroversen

### Vorwürfe übergriffigen Verhaltens
Im April 2019 erhob Mockridges Ex-Freundin Ines Anioli in ihrem Podcast den Vorwurf der versuchten Vergewaltigung gegen unbenannten Ex-Partner. Sie erstattete Strafanzeige gegen Mockridge; jedoch wurde das staatsanwaltliche Ermittlungsverfahren mangels hinreichenden Tatverdachts eingestellt und ihre Beschwerde dagegen abgewiesen. Im August 2021 wies Mockridge auf Instagram die Vorwürfe von sich. Der Spiegel ließ im September neben Anioli weitere Frauen anonym zu Wort kommen, die Mockridge übergriffigen Verhaltens bezichtigten. Die Vorwürfe veranlassten ihn zum Rückzug aus der Öffentlichkeit, ab März 2022 trat er wieder auf. Mockridge erreichte vor Gericht die Streichung einiger Passagen aus dem Artikel; die Richter bemängelten die unzulässige Verdachtsberichterstattung.
In seinem Buch Falsch verdächtigt veröffentlichte Strafverteidiger Alexander Stevens 2023 die Protokolle einer polizeilichen Vernehmung Mockridges von 2019, nachdem Anioli Strafanzeige gegen ihn erstattet hatte. Es finden sich dort Aussagen Mockridges, denen zufolge Anioli ihn beschuldigt habe, eine Affäre zu haben. Aus diesem Grund soll sie seine Kölner Wohnung, zu der sie noch einen Schlüssel besessen hatte, bis zur Unbewohnbarkeit demoliert haben. Eine Strafanzeige zweier Kieler Rechtsanwälte vom August 2023 gegen Anioli wegen Vortäuschen einer Straftat, übler Nachrede, falscher Verdächtigung und einer falschen Versicherung an Eides Statt wurde wegen fehlenden Anfangsverdachts von der Staatsanwaltschaft Köln nicht verfolgt.
Im März 2024 bezeichnete Mockridge die Vorwürfe als Unwahrheit und „unfaires mediales Spiel“, das „kreiert worden sei“ und gegen das er „keine Chance hätte“. Er habe erleben müssen, wie immer mehr seiner „medialen Figur in Brand gesetzt wird“. Zwischenzeitlich habe er überlegt, seine Karriere zu beenden. Im Folgemonat wurde ein weiteres Interview veröffentlicht, in dem er über seinen Rückzug aus der Öffentlichkeit, Suizidgedanken und das Leben nach der Kontroverse sprach. „Ich hatte eine fast sportliche Motivation, Frauen aufzureißen. […] Mein Partyverhalten mag man kritisieren und als menschliches Fehlverhalten einstufen. Das andere ist eine Tat, die ich nicht begangen habe. Für mein Fehlverhalten kann ich Verantwortung übernehmen und sagen: Ich war ein Arschloch, und das tut mir leid“.

### Abwertende Aussagen zum Behindertensport
Im September 2024 wurde eine mehrere Wochen alte Folge des Podcasts Die Deutschen bekannt, in der sich Mockridge herabwürdigend über Behindertensportler und die Paralympics äußerte. Er sagte unter anderem: „Es gibt Menschen ohne Beine und Arme, die wirft man in ein Becken – und wer als Letzter ertrinkt, der hat halt gewonnen.“ Özcan Mutlu, Präsident des Behinderten- und Rehasportverbands Berlin, forderte von Mockridge eine Entschuldigung. Die Behindertenrechtsorganisation AbilityWatch stellte im Zusammenhang Anzeige wegen Volksverhetzung und Strafantrag wegen verhetzender Beleidigung. Mockridge erklärte, er habe einen scharfen schwarzen Humor feiern wollen, den er auch bei der Arbeit mit behinderten Menschen erlebt habe; das sei aber nicht gelungen. Er entschuldigte sich für seine Äußerungen und nahm die Einladung des Deutschen Behindertensportverbandes an, sich Para-Sport live anzuschauen, um sich für das Thema zu sensibilisieren.

## Filmografie
- 2014–2018: Pastewka (Fernsehserie, 2 Episoden)
- 2015–2016: Die Mockridges – Eine Knallerfamilie (Fernsehserie)
- 2018: Neuland (Webshow, 1 Episode)
- 2018: Klinik am Südring, Episodenrolle
- 2019: Max Giesinger/Lotte – Auf das, was da noch kommt
- 2020: ÜberWeihnachten (Miniserie, Netflix)
- 2022: Das Traumschiff: Coco Island

## Moderationen

### Ehemalig / Einmalig
- 2013–2014: Occupy School – Comedians besetzen die Schule (KIKA)
- 2014: 1LIVE Köln Comedy-Nacht XXL
- 2013–2016: NightWashNightWash (einsfestival)
- 2015–2018: Luke! Die Woche und ich (Sat.1)
- 2017: Ultimate Beastmaster (Netflix)
- 2017: Luke! Die 90er und ich (Sat.1)
- 2017–2021: Luke! Die Schule und ich (Sat.1)
- 2018: Luke! Die 2000er und ich (Sat.1)
- 2018: Luke! Die WM und ich (Sat.1)
- 2018–2019: 1 Live Krone (WDR)
- 2019–2020: Luke! Die Greatnightshow (Sat.1)
- 2019–2021: Catch! (Sat.1)
- 2020: Luke, allein zuhaus (Sat.1)
- 2021: Luke! Die Umwelt und ich (Sat.1)
- 2024: Was ist in der Box? (Sat.1) wurde vor dem Start abgesetzt

## Live-Programme
- 2012: I’m Lucky, I’m Luke (DE: Gold (Videoalbum))[52]
- 2017: Lucky Man
- 2019: Welcome to Luckyland
- 2022: A Way Back to Luckyland
- 2023: Trippy
- 2024: Funny Times

## Buch
- Mathe ist ein Arschloch. Wie (m)ich die Schule fertigmachte. Carlsen, Hamburg 2014, ISBN 978-3-551-68431-8; als Taschenbuch: Lappan, Oldenburg 2016, ISBN 978-3-8303-3425-5.

## Auszeichnungen
- Deutscher Comedypreis
  - 2013: „Bester Newcomer“[7]

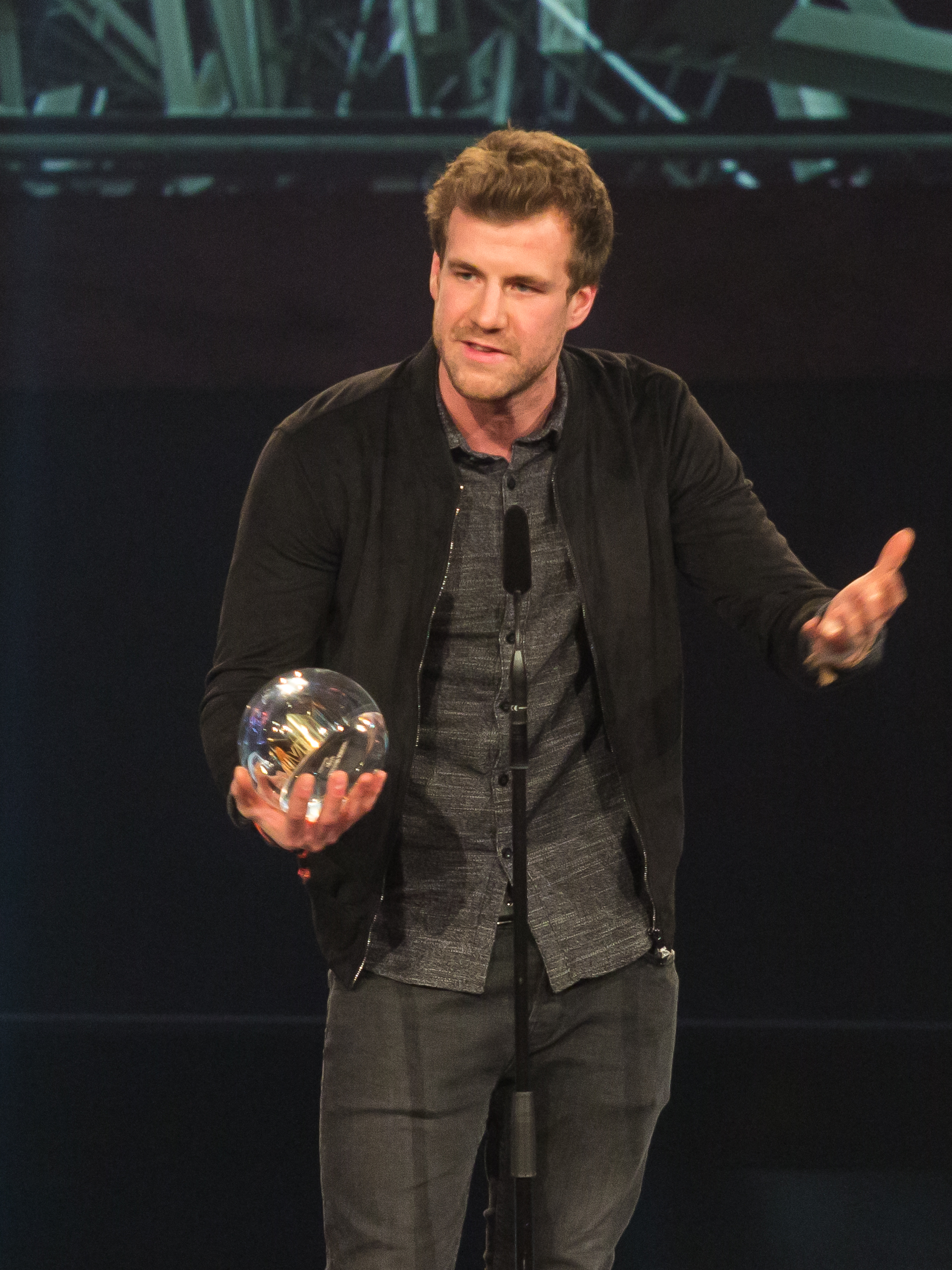
Luke Mockridge (2016)

  - 2017: „Erfolgreichster Live-Act“ und „Beste Comedyshow“ für Luke! Die Woche und ich[53]
  - 2018: „Erfolgreichster Live-Act“
  - 2019: „Erfolgreichster Live-Act“ und „Bester Komiker“[54]
  - 2020: „Moderation“ für Luke! Die Schule und ich und „Beste Moderation“
  - 2022: „Erfolgreichstes Live-Programm“[55]
- 2016: 1-Live-Comedy-Krone[56]
- 2018: Bambi „Kategorie Comedy“
- 2019: Deutschen Fernsehpreis „Beste Moderation Unterhaltung“ von Luke! Die Schule und ich sowie Luke! Die 2000er und ich
- 2019: Grimme-Preis für die von ihm kreierte Show Catch! Der große Sat.1 Fang-Freitag